# Rotgüldenseehütte
Die Rotgüldenseehütte ist eine Schutzhütte der Kategorie I der Sektion Graz des Österreichischen Alpenvereins. Sie liegt auf 1739 m ü. A. Höhe in der Hafnergruppe (Ankogelgruppe) am Unteren Rotgüldensee. Sie bietet während der Sommersaison 50 Übernachtungsplätze an, davon 16 Zimmer- und 34 Matratzenlager. Die Hütte hat keinen Winterraum. Es gibt aber einen offenen Notraum.

## Geschichte
In den 1950er Jahren wurde der Untere Rotgüldensee zum Zwecke der Energiegewinnung aufgestaut. Die Sektion Graz pachtete 1959 eine Baubaracke der Salzburger Elektrizitätsgesellschaft und adaptierte sie als Schutzhütte. 1994–95 wurde der Staudamm erhöht. Die Sektion errichtete eine neue Hütte am See, die am 17. September 1995 eröffnet wurde.

## Aufstiege
- Vom Arsenhaus (1341 m), Gehzeit 1 Stunde. Der Weg ist als Lehrpfad zur Natur des Murtals gestaltet.

## Benachbarte Hütten
- Kattowitzer Hütte (2320 m), Gehzeit 4¼ Stunden
- Sticklerhütte (1750 m), Gehzeit 4 Stunden

## Gipfeltouren
- Großer Hafner (3076 m), Gehzeit 4¾ Stunden
- Silbereck (2804 m), Gehzeit 4 Stunden

Der Obere Rotgüldensee (1996 m) ist in 1 Stunde zu erreichen, das letzte Teilstück ist mit Seilen und Holzleitern gesichert.

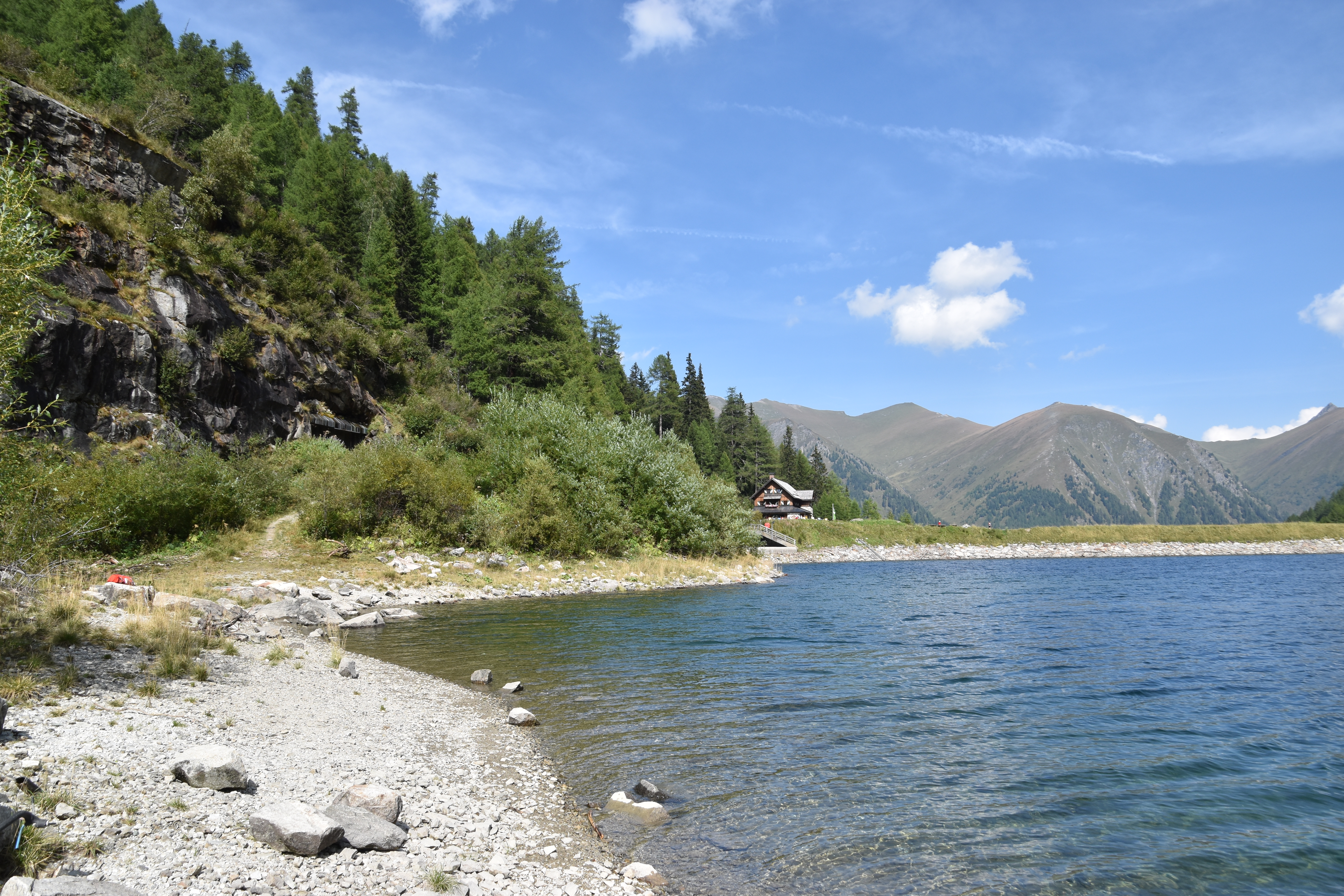
Lage am Unteren Rotgüldensee